# Фроуї Беньямінсен
Фроуї Беньямінсен (фар. Fróði Benjaminsen, нар. 14 лютого 1977, Тофтір) — фарерський футболіст, півзахисник, фланговий півзахисник клубу «Скала».

## Клубна кар'єра
У дорослому футболі дебютував 1999 року виступами за команду «Б68 Тофтір», в якій провів чотири сезони, взявши участь у 134 матчах чемпіонату. Більшість часу, проведеного у складі «Б68 Тофтір», був основним гравцем команди.
Протягом 2004 року захищав кольори клубу «Фрам».
Своєю грою за останню команду привернув увагу представників тренерського штабу клубу «Б36 Торсгавн», до складу якого приєднався 2005 року.
У 2008 році приєднався до клубу «ГБ Торсгавн». Цього разу провів у складі його команди вісім сезонів. Тренерським штабом нового клубу також розглядався як гравець «основи». У складі був одним з головних бомбардирів команди, маючи середню результативність на рівні 0,36 голу за гру першості.
Згодом з 2017 по 2018 рік грав у складі команд «Вікінгур» та «НСІ Рунавік».
До складу клубу «Скала» приєднався 2019 року. Станом на 31 грудня 2019 року відіграв за команду зі Скали 24 матчі в національному чемпіонаті.

## Виступи за збірну
У 1999 році дебютував в офіційних матчах у складі національної збірної Фарерських островів.

## Титули і досягнення
- Чемпіон Фарерських островів (5):

Б36 Торсгавн: 2005
ГБ Торсгавн: 2009, 2010, 2013
Вікінгур (Гета): 2017
- Володар Кубка Фарерських островів (1):

Б36 Торсгавн: 2006
- Володар Суперкубка Фарерських островів (4):

Б36 Торсгавн: 2007
ГБ Торсгавн: 2009, 2010
Вікінгур (Гета): 2017